# Yoshimasa Fujita
Yoshimasa Fujita (født 23. juli 1979) er en tidligere japansk fodboldspiller.
Han har spillet for flere forskellige klubber i sin karriere, herunder Montedio Yamagata.